# 郑校先
郑校先（1919年—？），男，山东聊城人，中华人民共和国政治人物，曾任青海省革命委员会副主任，青海省人民政府副省长，江西省人民政府副省长，江西省人大常委会副主任。